# Loro Piceno
Loro Piceno ist eine italienische Gemeinde mit 2133 Einwohnern in der Provinz Macerata in der Region Marken.

## Lage
Die Gemeinde liegt auf einem Hügel zwischen Macerata und San Ginesio, südlich von Fiastra Bach. Sie ist 18 km von der Provinzhauptstadt Macerata und etwa 38 km von Fermo entfernt, zu dem die Gemeinde kirchlich gehört. Das historische Stadtzentrum ist gut erhalten. Die neuesten Teile des Dorfes liegen im Westen (San Paterniano) und Osten (Vignali Bagnere).
Zu den Nachbargemeinden zählen Colmurano, Massa Fermana, Mogliano, Montappone, Petriolo, Ripe San Ginesio, Sant’Angelo in Pontano und Urbisaglia.

## Geschichte
Der Ortsname leitet sich ab vom lateinischen „Castrum lauri“, die Lorbeerburg. Später wurde daraus Castello di Loro und schließlich ab 1863 Loro Piceno. Es gibt Hinweise auf eine Besiedlung bereits in vorrömischer Zeit, unter anderem eine Grabstele die 1943 entdeckt wurde und im Nationalen Archäologiemuseum in Ancona ausgestellt ist. Im 15. Jahrhundert gehörte die freie Gemeinde Loro (der Zusatz „Piceno“ kam erst nach der Vereinigung Italiens hinzu) zu Fermo.

## Sehenswertes
- Ein Relikt aus römischer Zeit ist der „Fonte per tutti“ (öffentliche Brunnen) in der Via San Serafino da Montegranaro.
- Die Festung Brunforte liegt auf dem höchsten Teil des Hügels. Zusammen mit dem Lorbeer soll sie zum Ortsnamen Castrum Lauri geführt haben.

### Kirchen
- Chiesa del Corpus Domini, diese gehört zu einem Dominikaner-Nonnenkloster in der Nähe der Festung
- Chiesa della Madonna delle Grazie (Richtung Sant’Angelo in Pontano)
- Chiesa della Madonna del Latte (Varco)
- Chiesa di San Giorgio (Stadtzentrum)
- Chiesa di Santa Lucia (Stadtzentrum)
- Chiesa di Santa Maria di Piazza (Piazza Matteotti, Stadtzentrum)
- Chiesa di San Lorenzo (Borgo San Lorenzo)
- Chiesa e Convento di San Francesco d’Assisi und Kloster (Konvent der Franziskaner, heute Altersheim)
- Chiesa e Convento di Sant’Antonio di Padova (früher Konvent der Kapuziner, beim heutigen Friedhof)

### Sonstige
- Museum zu den zwei Weltkriegen in der Nähe der Festung Brunforte mit Uniformen und Waffen aus dieser Zeit
- Palazzo communale von Architekt Pietro Augustoni
- Porta Pia, 1847 errichtet und Papst Pius IX. gewidmet

## Partnergemeinde
Loro Piceno ist verschwistert mit
- Sankt Nikolai im Sausal (Österreich), (seit 7. Juni 1987)

## Bekannte Einwohner
- Giovanni von Loro, Abt von Fiastra.
- Liberato Brunforte (Heiliger der katholischen Kirche)
- Serafino da Montegranaro (Heiliger der katholischen Kirche, 1540–1604) als Gast im Kloster
- Costantino von Loro (* Loro Piceno 1704–1770), Mönch, Missionar nach Tibet
- Giuseppe Mori (* Loro Piceno 1850–1934), Kardinal
- Giovanni Cicconi (* Loro Piceno 1864–1949), Pfarrer, Historiker
- Pietro Santini (* Loro Piceno 1880–1951), Apotheker, Historiker